# Breuer
Breuer ist ein Familienname.

## Herkunft und Bedeutung
Der Name gehört zu dem Bereich der Berufsnamen und bezeichnet den Brauer und Mälzer.

## Namensträger

### A
- Andy Breuer (* 2005), deutscher Fußballspieler
- Annabel Breuer (* 1992), deutsche Rollstuhlbasketballspielerin

### B
- Bernhard Breuer (1808–1877), deutscher Cellist, Komponist und Musikalienhändler
- Bert Breuer (1936–2023), deutscher Maschinenbauingenieur
- Berti Breuer-Weber (1911–1989), deutsche Autorin und Grafikerin

### C
- Carl Breuer (Maler) (1872–1960), deutscher Maler und Bühnenbildner
- Carl Breuer (Polizist) (1900–1990), deutscher Polizist, Kriminaldirektor in Hamburg
- Carl Breuer (Manager) (1902–nach 1967), deutscher Manager, Vorstandsvorsitzender der Allgäuer Alpenmilch AG
- C. A. Breuer (1911–2002), deutscher Kunsthistoriker und Verleger
- Carolyn Breuer (* 1969), deutsche Saxophonistin
- Carsten Breuer (* 1964), deutscher General der Bundeswehr und Generalinspekteur
- Christian Breuer (Fußballspieler) (1939–2017), deutscher Fußballspieler
- Christian Breuer (Eisschnellläufer) (* 1976), deutscher Eisschnellläufer
- Christoph Breuer (Sportökonom) (* 1971), deutscher Sportökonom, Sportsoziologe und Hochschullehrer
- Christoph Breuer (Radsportler) (* 1983), deutscher Radrennfahrer
- Clemens Breuer (* 1964), deutscher Theologe

### D
- Daniel Breuer (* 1977), deutsch-chilenischer Schriftsteller
- David Breuer (* 1982), deutscher Handballspieler
- Dirk Breuer (* 1977), deutscher Kommunalpolitiker (CDU), Bürgermeister der Stadt Hürth

### E
- Elisabeth Breuer (* 1984), österreichische Sängerin (Sopran)
- Elise Breuer (1872–nach 1914), deutsche Sängerin (Sopran)
- Eric Breuer (* 1968), Schweizer Archäologe und Historiker
- Ernst Breuer (1886–nach 1954), deutscher Komponist

### F
- Ferdinand Breuer (1870–1946), deutscher Arzt
- Florian Breuer (Maler) (1916–1994), deutscher Maler
- Florian Breuer (Kanute) (* 1997), deutscher Kanuslalom-Athlet
- Franz Josef Breuer (1914–1996), deutscher Komponist und Musikproduzent
- Franz-Josef Breuer (* 1948), deutscher Fußballspieler
- Frederik Breuer (* 2002), deutscher Ruderer
- Friedrich Ludwig Breuer (1786–1833), deutscher Diplomat, Dichter und Übersetzer
- Fritz Breuer (Skilangläufer), deutscher Skilangläufer
- Fritz Breuer (Mediziner) (1896–1965), deutscher Chirurg
- Fritz Breuer (Fußballspieler) (1929–2017), deutscher Fußballspieler

### G
- Georg Breuer (Jurist) (1907–1978), österreichischer Jurist und Offizier
- Georg Breuer (Journalist) (1919–2009), österreichischer Journalist
- Gerd Breuer (* 1959), deutscher Jazzmusiker
- Gerda Breuer (* 1948), deutsche Kunsthistorikerin, Schriftstellerin und Hochschullehrerin
- Grit Breuer (* 1972), deutsche Leichtathletin
- Guido M. Breuer (* 1967), deutscher Autor

### H
- Hajo F. Breuer (1954–2014), deutscher Autor und Herausgeber
- Hans Breuer (Sänger) (1868–1929), deutscher Opernsänger (Tenor) und -regisseur
- Hans Breuer (Fotograf) (1869–1961), deutscher Pionier der Pressefotografie
- Hans Breuer (Jugendbewegung) (1883–1918), deutscher Arzt, Volksliedsammler und Herausgeber der Wandervogelbewegung
- Hans Breuer (Politiker) (1930–2021), deutscher Kommunalpolitiker (SPD)
- Hans Breuer (Physiker) (1933–2020), deutsch-südafrikanischer Biophysiker
- Hans Breuer (Karnevalist) (* 1952), deutscher Karnevalist und Krätzchensänger
- Hans-Hermann Breuer (1900–1971), deutscher Historiker und Theologe
- Hans-Jürgen Breuer (* 1953), deutscher Autor und Volkswirtschaftler
- Harry Breuer (1903–1977), deutscher Maler und Bühnenbildner
- Heinrich Breuer (1840–1911), deutscher Mathematiker und Pädagoge
- Helmut Breuer (Pädagoge) (1927–2018), deutscher Pädagoge und Psychologe
- Helmut Breuer (Grenzopfer) (1944–1963), Todesopfer an der innerdeutschen Grenze
- Helmut W. Breuer (* 1940), deutscher Geograph
- Henry Joseph Breuer (1860–1932); US-amerikanischer Maler, Illustrator, Lithograf und Designer
- Herbert Breuer (1924–2014), US-amerikanischer Fotograf österreichischer Herkunft
- Heribert Breuer (* 1945), deutscher Komponist, Chorleiter und Hochschullehrer
- Hermann Breuer (1942–2023), deutscher Jazzmusiker
- Horst Breuer (* 1943), deutscher Anglist und Literaturwissenschaftler

### I
- Isaac Breuer (1883–1946), deutscher Philosoph

### J
- Jacob Breuer (1915–2008), israelischer Jurist
- Jacques Breuer (Archäologe) (1892–1971), belgischer Archäologe
- Jacques Breuer (Schauspieler) (1956–2024), österreichischer Filmschauspieler, Synchronsprecher und Filmregisseur
- Janine Breuer-Kolo (* 1981), deutsche Moderatorin, Redakteurin und Autorin
- Jean Breuer (1938–2025), deutscher Radsportler
- Johann Breuer (Bergsteiger) (1876–1924), tschechischer Bergsteiger und Bergführer
- Johann Breuer (* 1930), deutscher Politiker (SPD); siehe Hans Breuer (Politiker)
- Johann Adolf Breuer (1831–1906), deutscher Gutsbesitzer und Politiker (Zentrum), MdR
- Johann Alfred Breuer (1866–1932), österreichischer Tapezierer, Verbandsfunktionär und Politiker (CS)
- Johann Friedrich Breuer (1705–1769), deutscher Pfarrer
- Johann Georg Breuer († 1695), deutscher Münzmeister und Medailleur
- Johann Gregor Breuer (1821–1897), deutscher Lehrer und Sozialpädagoge
- Johann Quirin Breuer (1867–1926), deutscher Maler und Kaufmann
- Josef Breuer (1842–1925), österreichischer Arzt, Physiologe und Psychoanalytiker
- Josef Breuer (um 1879–nach 1930), deutscher Erpresser und Mordbeschuldigter, siehe Mordfall Friedrich Ferdinand Mattonet
- Josef Breuer (Schachspieler) (1903–1981), deutscher Schachspieler
- Joseph Breuer (Politiker) (1874–1953), deutscher Politiker
- Joseph Breuer (Rabbiner)  (1882–1980), deutsch-amerikanischer Rabbiner
- Judith Breuer (Kunsthistorikerin) (* 1951), deutsche Kunsthistorikerin und Denkmalpflegerin
- Judith Breuer (* 1964), deutsche Ausstellungsmacherin, siehe Rita Breuer (Kuratorin)

### K
- Kajo Breuer (* 1948), deutscher Politiker (Bündnis 90/Die Grünen)
- Karl Breuer (Musiker) (1918–1993), deutscher Kontrabassist und Hochschullehrer
- Karl Hugo Breuer (1924–2009), deutscher Sozialarbeiter
- Kati Breuer (* 1968), deutsche Musikpädagogin
- Kurt Breuer (1896–1960), österreichischer Librettist

### L
- Lars Breuer (* 1974), deutscher Künstler und Hochschullehrer
- Leo Breuer (1893–1975), deutscher Maler, Zeichner und Bildhauer
- Leo Breuer (Ingenieur) (?–1969), deutscher Ingenieur und Glastechnologe
- Lyn Breuer (* 1951), australische Politikerin

### M
- Manfred Breuer (1929–2011), deutscher Mathematiker
- Manuela Welzel-Breuer (* 1959), deutsche Physikerin
- Marcel Breuer (1902–1981), österreichisch-ungarischer Architekt und Designer
- Margareta Breuer (1928–2023), deutsche Sozialarbeiterin und Hochschullehrerin für Soziale Arbeit
- Maria Breuer (* 1953), deutsche Fußballnationalspielerin
- Marita Breuer (* 1953), deutsche Schauspielerin
- Marta Erps-Breuer (1902–1977), deutsche Designerin und Wissenschaftlerin
- Marten Breuer (* 1971), deutscher Jurist und Hochschullehrer
- Michael Breuer (* 1965), deutscher Politiker (CDU) und Manager
- Michel Breuer (* 1980), niederländischer Fußballspieler
- Miles J. Breuer (1889–1945), US-amerikanischer Arzt und Science-Fiction-Autor
- Mordechai Breuer (Historiker)  (1918–2007), israelischer Historiker
- Mordechai Breuer (Rabbiner)  (1921–2007), israelischer Rabbiner

### O
- Otto Breuer (1897–1938), österreichischer Architekt und Möbeldesigner

### P
- Pascal Breuer (* 1966), deutscher Schauspieler
- Paul Breuer (Musiker) (1918–1993), deutscher Musiker und Komponist
- Paul Breuer (* 1950), deutscher Politiker
- Paul Breuer (Neonazi) (1972–2019), deutscher Rechtsextremist
- Peter Breuer (Bildschnitzer) (1472–1541), deutscher Bildhauer und Bildschnitzer
- Peter Breuer (Bildhauer) (1856–1930), deutscher Bildhauer
- Peter Breuer (Tänzer) (* 1946), deutscher Tänzer und Choreograf
- Peter Josef Breuer (1908–1991), deutscher Grafiker
- Philipp Breuer (1811–1851), deutscher Schauspieler

### R
- Raphael Breuer (1881–1932), deutsch-ungarischer Religionsgelehrter, Bibelkommentator und Rabbiner
- Reiner Breuer (* 1969), deutscher Politiker (SPD)
- Reinhard Breuer (* 1946), deutscher Astrophysiker und Wissenschaftsjournalist
- Renate Breuer (Kanutin) (* 1939), deutsche Kanutin
- Renate Breuer (Handballspielerin), deutsche Handballspielerin
- Richard Breuer (1865–1945), österreichischer Zahnarzt
- Richard Breuer (Sinologe) (1912–2006), deutscher Sinologe und Verlagsmanager
- Rita Breuer (Kuratorin) (* 1938), deutsche Ausstellungsmacherin
- Rita Breuer (Islamwissenschaftlerin) (* 1963), deutsche Islamwissenschaftlerin
- Rita Ruoff-Breuer, deutsche Architektin und Baubeamtin
- Robert Breuer (eigentlich Lucien Friedlaender; 1878–1943), deutscher Journalist und Publizist
- Robert Breuer (Journalist) (1909–1996), austroamerikanischer Journalist und Musikkritiker
- Rolf Breuer (* 1940), deutscher Literaturwissenschaftler
- Rolf-Ernst Breuer (1937–2024), deutscher Bankmanager
- Rüdiger Breuer (* 1940), deutscher Rechtswissenschaftler
- Rudolf Breuer (Architekt, 1857) (1857–1936), österreichischer Architekt
- Rudolf Breuer (Architekt, 1892) (1892–1964), deutscher Architekt

### S
- Salomon Breuer (1850–1926), deutsch-ungarischer Rabbiner
- Samirah Breuer (* 2002), deutsch-amerikanische Schauspielerin
- Samson Breuer (1891–1974), israelischer Mathematiker
- Sebastian Breuer (* 2003), österreichischer Fußballspieler, siehe Sebastian Kapsamer
- Siegfried Breuer (1906–1954), österreichischer Schauspieler, Drehbuchautor und Filmregisseur
- Siegfried Breuer jr. (1930–2004), österreichischer Schauspieler
- Siegfried Breuer (Politiker) (1947–2018), deutscher Politiker (SPD), MdBB
- Stefan Breuer (* 1948), deutscher Soziologe

### T
- Theo Breuer (Fußballspieler) (1909–1980), deutscher Fußballspieler
- Theo Breuer (Schriftsteller) (* 1956), deutscher Schriftsteller und Herausgeber
- Theodor Breuer (1760–1835), deutscher katholischer Ordensgeistlicher (OFMConv)
- Theodore Albert Breuer (1870–?), US-amerikanischer Maler
- Theresa Breuer (Journalistin) (* 1986), deutsche Journalistin, Fotografin und Filmemacherin
- Thomas Breuer (1966–2023), österreichischer Mathematiker und Hochschullehrer
- Thomas C. Breuer (* 1952), deutscher Kabarettist und Schriftsteller
- Tilmann Breuer (1931–2022), deutscher Kunsthistoriker und Denkmalpfleger
- Torsten Breuer (* 1954), deutscher Kameramann und Filmmusiker

### U
- Ulrich Breuer (* 1959), deutscher Literaturwissenschaftler

### W
- Walter Breuer (Landrat) (1881–1948), deutscher Verwaltungsjurist und Landrat
- Walter Breuer (1930–2004), österreichischer Schauspieler, siehe Siegfried Breuer jr.
- Walter Breuer (Maler) (* 1940), österreichischer Maler
- Werner Breuer (1833–1911), deutscher Gutsbesitzer und Politiker
- Wilhelm Breuer (1898–1975), deutscher Politiker (CDU)
- Willi Breuer (* 1954), deutscher Fußballspieler und -trainer
- Willy Breuer (1903–1969), deutscher Sänger, Karnevalist und Büttenredner
- Wolfgang Breuer (Komponist) (* 1938), deutscher Pianist, Komponist, Arrangeur und Hochschullehrer
- Wolfgang Breuer, Geburtsname von Wolfgang Condrus (* 1941), deutscher Schauspieler und Synchronsprecher
- Wolfgang Breuer (Fußballspieler) (* 1944), deutscher Fußballspieler
- Wolfgang Breuer (Musiker) (* 1952/1953), deutscher Musiker und Produzent
- Wolfgang Breuer (Manager) (* 1962), deutscher Versicherungsmanager und -verbandsfunktionär
- Wolfgang Breuer (Künstler) (* 1966), deutscher Objektkünstler
- Wolfgang Breuer (Wirtschaftswissenschaftler) (* 1966), deutscher Wirtschaftswissenschaftler